# Championnat du Maroc de football de deuxième division 2007-2008
Le Championnat du Maroc de football D2 2007-2008 est la 52e édition du championnat du Maroc de football D2.

## Les clubs de l'édition 2007-2008
- SCCM de Mohammédia
- Chabab Houara
- TAS de Casablanca
- Chabab Hoceima
- Racing de Casablanca
- IR Tanger
- Youssoufia Berrechid
- Union Mohammédia
- AS Salé
- Renaissance de Settat
- Hilal de Nador
- Union de Sidi Kacem
- Rachad Bernoussi
- Union de Touarga
- Wafa Wydad
- Tihad Témara

## Primes monétaires
| Classement    | Prime      |
| ------------- | ---------- |
| Champion      | 400 000 DH |
| Vice-champion | 300 000 DH |
| 3e            | 250 000 DH |
| 4e            | 200 000 DH |

## Compétition

### Classement
| Rang | Équipe                | Pts | J  | G  | N  | P  | Bp | Bc | Diff |
| ---- | --------------------- | --- | -- | -- | -- | -- | -- | -- | ---- |
| 1    | AS SaléR              | 51  | 30 | 14 | 7  | 9  | 40 | 18 | +22  |
| 2    | Chabab Mohammédia     | 49  | 30 | 12 | 13 | 5  | 33 | 22 | +11  |
| 3    | Tihad Témara          | 47  | 30 | 11 | 14 | 5  | 31 | 19 | +12  |
| 4    | Chabab Houara         | 47  | 30 | 13 | 8  | 9  | 44 | 35 | +9   |
| 5    | IR TangerR            | 42  | 30 | 10 | 12 | 8  | 19 | 18 | +1   |
| 6    | Union de Mohammédia   | 40  | 30 | 7  | 16 | 6  | 23 | 23 | 0    |
| 7    | TAS de Casablanca     | 38  | 30 | 7  | 17 | 5  | 24 | 21 | +3   |
| 8    | Rachad Bernoussi      | 37  | 30 | 8  | 13 | 8  | 32 | 29 | +3   |
| 9    | Youssoufia Berrechid  | 37  | 30 | 7  | 16 | 7  | 25 | 21 | +4   |
| 10   | Wafa Wydad(-1)        | 37  | 30 | 10 | 8  | 11 | 17 | 29 | -12  |
| 11   | Racing de Casablanca  | 37  | 30 | 9  | 10 | 10 | 18 | 19 | -1   |
| 12   | Chabab Rif HoceimaP   | 36  | 30 | 7  | 15 | 7  | 21 | 21 | 0    |
| 13   | Union de Sidi Kacem   | 36  | 30 | 8  | 12 | 9  | 27 | 21 | +6   |
| 14   | Renaissance de Settat | 35  | 30 | 7  | 14 | 9  | 23 | 29 | -6   |
| 15   | Union de TouargaP     | 31  | 30 | 8  | 7  | 15 | 27 | 36 | -9   |
| 16   | Hilal de Nador        | 15  | 30 | 3  | 6  | 34 | 14 | 65 | -51  |

|  | Promu en première division                                                                |
|  | Relégation en troisième division                                                          |
|  | P : Promu de troisième division R : Relégué de première division ( ) : Points de pénalité |

## Bilan de la saison
| Promotion et relégation |                                 |
| Relégué en GNFA1        | Union de Touarga Hilal de Nador |
| Promu en GNF1           | AS Salé Chabab Mohammédia       |